# Улица Свердлова (Мурманск)
У́лица Свердло́ва — улица в Мурманске, расположена в Ленинском округе Мурманска, названа 22 июля 1925 года в честь Якова Михайловича Свердлова.

## География
Улица вплотную примыкает к Северной промышленной зоне. Почти по всей её восточной стороне — заборы, склады и строения этой зоны. Начинаясь неподалёку от старого кладбища, улица протянулась с юга на север до реки Росты в районе троллейбусного депо № 2.

## Этапы застройки
- Первый этап застройки улицы представлен деревянными, обшитыми тесом двухэтажными домами, сохранившимися на выходе с улицы Капустина.
- Второй этап застройки улицы представлен кирпичными пятиэтажными домами с малогабаритными квартирами, этот этап разместился южнее улицы Капустина до территории Центральной бассейновой больницы.
- Третий этап застройки представлен крупнопанельными девятиэтажными зданиями.

## Достопримечательности
На улице есть здания бывших фабрик (художественно-экспериментальная «Кольский Сувенир» и швейная), завод «Металлист», станция технического осмотра легковых машин, станция «Скорой помощи», филиал Сбербанка, магазины, детский магазин «Орлёнок», клуб юных автомобилистов, несколько детских садов. В доме № 18 расположена детская городская больница.